# الینگتون، نورث‌آمبرلند
الینگتون (به انگلیسی: Ellington) یک روستا در بریتانیا است که در Ellington and Linton واقع شده‌است. الینگتون ۲٬۷۷۸ نفر جمعیت دارد.